# 华阳街道 (江阳区)
华阳街道是中国四川省泸州市江阳区下辖的一个街道。

## 行政区划
华阳街道下辖华宜社区、竹苑社区、康乐社区、瓦窑坝社区、长丰村、白湾村、青山村、乘风村、跃进村、干鱼塘村、王咀村、天洋村、石虎村、皇伞村、卫星村。